# 신광균
신광균(申光均, 1896년 3월 28일~1974년 4월 26일)은 대한민국의 교육인, 공무원, 정치인이다. 제헌 국회의원과 민선 경기도지사를 역임하였다.

## 생애
1896년 조선 개성부 풍덕군에서 출생하였다. 개풍 봉황고등보통학교를 졸업하고, 사립명신의숙 교원, 사립양신학교 교장 등을 지냈으며, 공무원으로서 개풍군 상도면장, 개풍군 봉동면장, 개풍군수 등을 역임하였다.
1948년 제헌 국회의원 선거에서 대한독립촉성국민회 후보로 경기도 개풍군 선거구에 출마하여 당선되었다. 1950년 제2대 국회의원 선거에서 일민구락부 후보로 개풍군 선거구에 출마하여 당선되었다.
1960년 지방선거에서 민주당 후보로 경기도지사 선거에 출마하여 당선되면서 경기도지사로 재직하였으나 1961년 5.16 군사정변으로 경질되었다.
1972년 제헌동지회 회원으로서 10월 유신을 지지하였다.
1974년 4월 26일 서울특별시 관악구 노량진동 자택에서 별세했다.

## 학력
- 송도고등학교 졸업

## 경력
- 사립명신의숙 교원
- 사립양신학교 교장
- 경기도 개풍군 상도면장
- 경기도 개풍군 봉동면장
- 경기도 개풍군수
- 대한독립촉성국민회 개풍군지부장
- 대한독립농민연맹 개풍군연맹고문
- 제헌 국회의원(개풍 / 대한독립촉성국민회)
- 제2대 국회의원(개풍 / 일민구락부)

## 가족
손자 신제윤(申齊潤, 1958년 ~ )은 행정고시에 합격하여 기획재정부 제1차관과 금융위원회 위원장을 역임하였다. 증손녀는 아나운서 신아영이다.

## 역대 선거 기록
|  | 45.48% |

|  | 100.00% |

|  | 26.85% |